# Ернан Сілва
Ернан Сілва Арсе (ісп. Hernán Silva Arce, 5 листопада 1948 — 15 жовтня 2017 Маямі, Флорида, США) — чилійський футбольний арбітр. Арбітр ФІФА у 1982—1993 роках.

## Кар'єра
У 1976 році став арбітром вищого дивізіону Чилі. 1982 року отримав статус арбітра ФІФА.
Судив матчі молодіжного чемпіонату світу 1983 року у Мексиці (1 гра) та 1985 року у СРСР (2 гри, в тому числі один півфінал).
Працював на матчах відбору зони КОНМЕБОЛ на чемпіонати світу 1986 року у Мексиці та 1990 року в Італії. У фінальних частинах турнірів відсудив по одній грі групового етапу — у 1986 році між Канадою та Францією (0:1), а 1990 року між Камеруном та Румунією (2:1).
Також відсудив одну гру групового етапу футбольного турніру на літніх Олімпійських іграх 1988 року між Іраком та Італією (0:2)
Працював головним арбітром на Кубку Америки 1989 року, де відсудив дві гри, в тому числі заключну на турнірі Бразилія—Уругвай (1:0), яка хоч і не була формально фіналом, але в якій визначалась доля переможця турніру.
Працював на фінальних матчах Кубка Лібертадорес у 1985. 1987, 1988 та 1992 роках, а також у Суперкубках Лібертадорес 1988 та 1991 років.
Також був одним з арбітрів другого чемпіонату світу з футзалу 1992 року у Гонконзі, де відсудив чотири гри, в том числі один із півфіналів.
Завершив кар'єру у 1993 році. Помер 15 жовтня 2017 року.